# Ernst Ludwig von Jagow
Ernst Ludwig von Jagow (ur. 6 listopada 1853 w zamku Calberwisch w okolicy Osterburga, zm. 19 kwietnia 1930 w Brandenburgu) – pruski polityk, ostatni nadprezydent Prus Zachodnich.
Z wykształcenia prawnik, w latach 1886–1893 landrat w Osterburgu. W latach 1889–1901 poseł Sejmu Pruskiego. W latach 1895–1899 prezydent rejencji poznańskiej, a w latach 1901–1905 rejencji kwidzyńskiej. Od 1905 do likwidacji prowincji w 1919 był nadprezydentem prowincji Prusy Zachodnie.